# UFC 109
UFC 109: Relentless  è stato un evento di arti marziali miste tenuto dalla Ultimate Fighting Championship il 6 febbraio 2010 al Mandalay Bay Events Center di Las Vegas, Stati Uniti.

## Retroscena
Matt Hughes e Renzo Gracie avrebbero dovuto combattere in questo evento, ma l'incontro venne posticipato all'evento UFC 112: Invincible.
Dana White annunciò che l'evento avrebbe ospitato il match per il titolo dei pesi medi tra Anderson Silva e Vítor Belfort, ma Silva non riuscì a recuperare dall'intervento al gomito e l'incontro saltò.
Antônio Rogério Nogueira e Brandon Vera dovevano affrontarsi in questo evento ma il primo dei due lottatori si infortunò e l'intero match saltò.
Paulo Thiago avrebbe dovuto affrontare Josh Koscheck, ma quest'ultimo si infortunò e venne rimpiazzato da Mike Swick.
Rolles Gracie avrebbe dovuto confrontarsi con l'anglo-libanese Mostapha Al-turk, ma a causa di problemi di visto di quest'ultimo per poter volare a Las Vegas Gracie affrontò Joey Beltran.
Dana White annunciò che il vincitore del confronto Chael Sonnen-Nate Marquardt avrebbe affrontato per il titolo il vincitore della sfida Anderson Silva-Vítor Belfort dell'evento UFC 112: Invincible.
La sfida tra Randy Couture e Mark Coleman fu la prima tra due lottatori già in precedenza inseriti nella Hall of Fame dell'UFC.

## Risultati

### Card preliminare
- Incontro categoria Pesi Massimi:  Rolles Gracie contro  Joey Beltran

Beltran sconfisse Gracie per KO Tecnico (pugni) a 1:31 del secondo round.
- Incontro categoria Pesi Massimi:  Tim Hague contro  Chris Tuchscherer

Tuchscherer sconfisse Hague per decisione di maggioranza (29–28, 29–28, 28–28).
- Incontro categoria Pesi Mediomassimi:  Brian Stann contro  Phil Davis

Davis sconfisse Stann per decisione unanime (30–26, 30–26, 30–27).
- Incontro categoria Pesi Leggeri:  Phillipe Nover contro  Rob Emerson

Emerson sconfisse Nover per decisione unanime (29–28, 29–28, 29–28).
- Incontro categoria Pesi Leggeri:  Melvin Guillard contro  Ronys Torres

Guillard sconfisse Torres per decisione unanime (29–28, 29–28, 29–28).
- Incontro categoria Pesi Leggeri:  Mac Danzig contro  Justin Buchholz

Danzig sconfisse Buchholz per decisione unanime (29–28, 29–28, 29–28).

### Card principale
- Incontro categoria Pesi Welter:  Matt Serra contro  Frank Trigg

Serra sconfisse Trigg per KO (pugni) a 2:23 del primo round.
- Incontro categoria Pesi Medi:  Demian Maia contro  Dan Miller

Maia sconfisse Miller per decisione unanime (30–27, 29–28, 29–28).
- Incontro categoria Pesi Welter:  Mike Swick contro  Paulo Thiago

Thiago sconfisse Swick per sottomissione (strangolamento D'Arce) a 1:54 del secondo round.
- Incontro categoria Pesi Medi:  Nate Marquardt contro  Chael Sonnen

Sonnen sconfisse Marquardt per decisione unanime (30–27, 30–27, 30–27).
- Incontro categoria Pesi Mediomassimi:  Randy Couture contro  Mark Coleman

Couture sconfisse Coleman per sottomissione (strangolamento da dietro) a 1:09 del secondo round.

## Premi
Ai vincitori sono stati assegnati 60.000$ per i seguenti premi:
- Fight of the Night:  Nate Marquardt contro  Chael Sonnen
- Knockout of the Night:  Matt Serra
- Submission of the Night:  Paulo Thiago